# Maclear (kráter)

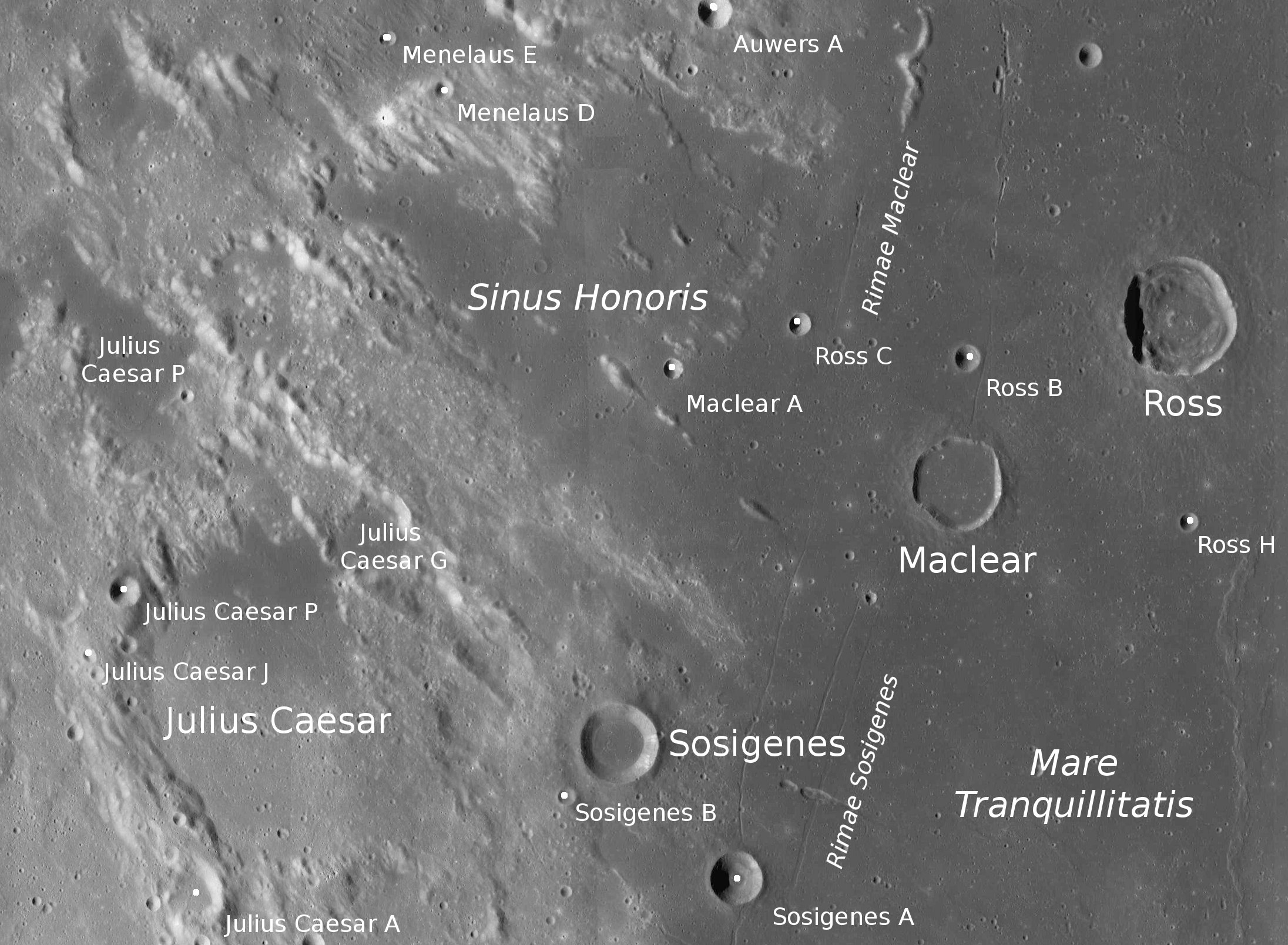
Poloha kráteru Maclear.

Maclear je měsíční kráter nacházející se východně od Sinus Honoris (Záliv cti) na severozápadním okraji Mare Tranquillitatis (Moře klidu) na přivrácené straně Měsíce. Má průměr 26 km a je hluboký 0,6 km, pojmenován byl podle irského astronoma Thomase Macleara.
Severovýchodně leží kráter Ross, jihozápadně kráter Sosigenes, od něhož východně se táhnou brázdy Rimae Sosigenes směrem k Maclearu.

## Satelitní krátery
V okolí kráteru se nachází několik menších kráterů. Ty byly označeny podle zavedených zvyklostí jménem hlavního kráteru a velkým písmenem abecedy.
| Maclear | Sel. šířka | Sel. délka | Průměr |
| ------- | ---------- | ---------- | ------ |
| A       | 11.3° S    | 18.0° V    | 5 km   |